# Cofia (astronáutica)

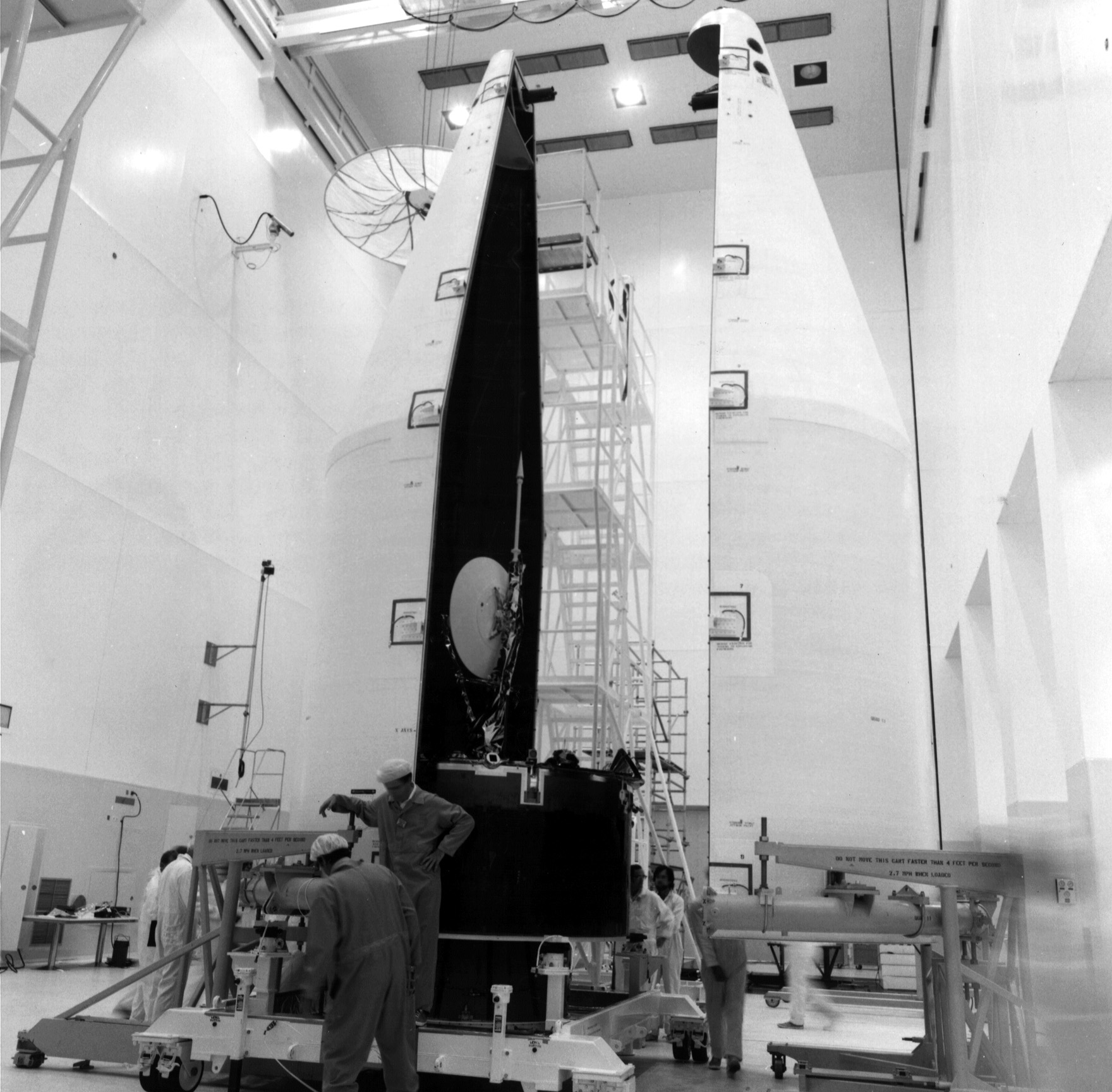
La sonda Pioneer Venus 1 a punto de ser encapsulada en la cofia, dividida en dos mitades, de un Atlas Centaur.

La cofia es uno de los posibles componentes de un cohete. La cofia protege la carga útil durante el lanzamiento y el ascenso a órbita contra las presiones dinámicas y las altas temperaturas provocadas por la alta velocidad con que el cohete se desplaza por la atmósfera. También mantiene un ambiente controlado y limpio en su interior que protege los delicados instrumentos de los satélites. Una vez en el espacio, la cofia es eyectada y el satélite se expone al vacío.
Las cofias generalmente tienen una forma combinación de cilindro, cono y huso debido a consideraciones aerodinámicas, y normalmente (pero no siempre) están formadas por dos mitades longitudinalmente simétricas que se separan en el momento de la eyección. En ciertos casos la cofia puede englobar tanto la carga útil como la etapa superior del cohete.